# Salut de les dones a l'Índia

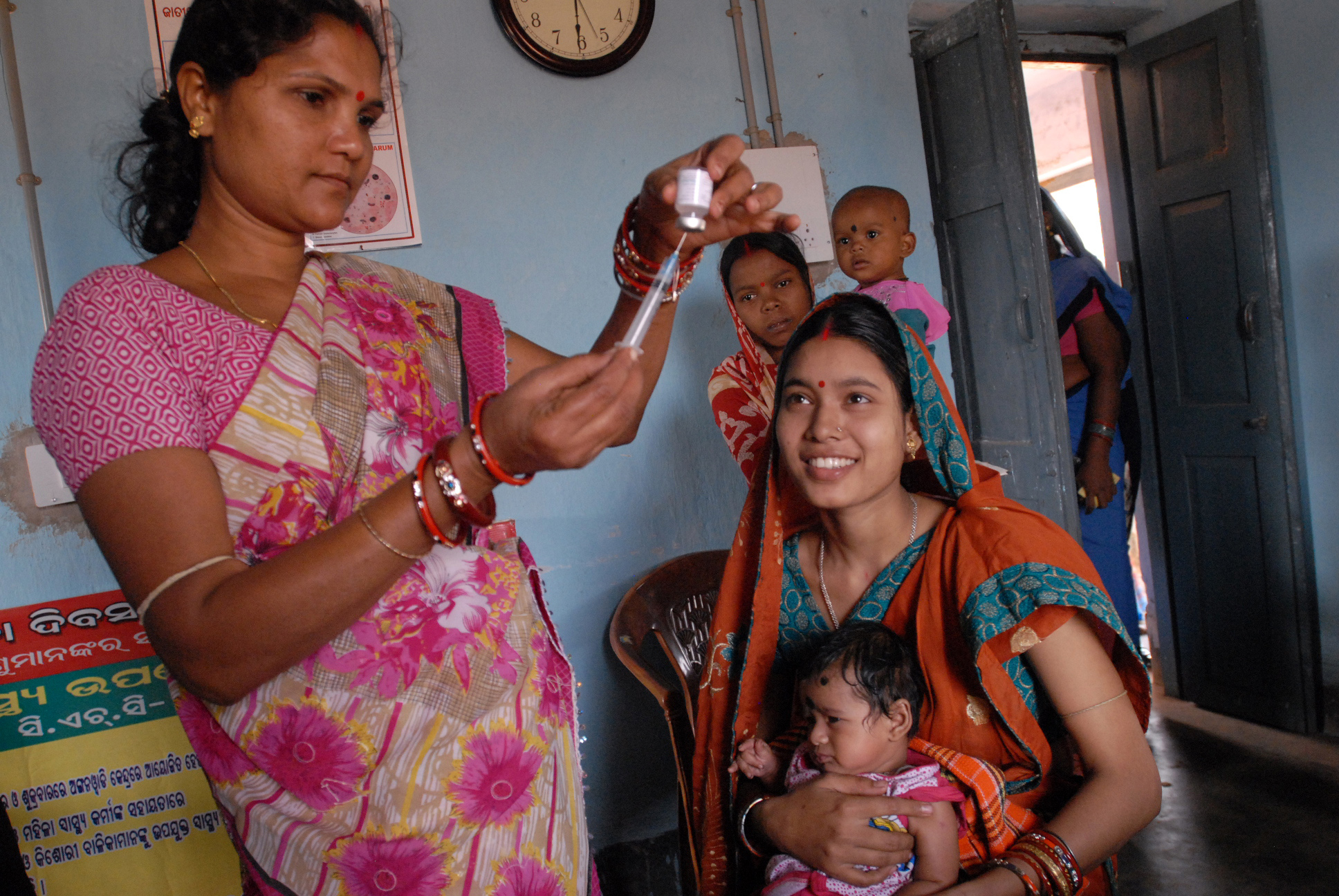
Una obrera sanitària comunitària preparant una vacuna a Orissa, Índia

La salut de les dones a l'Índia podria ser analitzada en termes de múltiples indicadors, que poden variar segons la geografia, nivell socioeconòmic i cultura. Per millorar adequadament la salut de les dones a l'Índia, han de ser analitzades múltiples dimensions del benestar amb relació a la salut global mitjana i també comparada amb la salut dels homes a l'Índia. La salut és un factor important que contribueix al benestar humà i al creixement econòmic.
Actualment, les dones a l'Índia s'enfronten una multitud de problemes de salut, que a la llarga afecten a la producció agregada a l'economia.
En examinar les desigualtats de gènere, classe o ètnies que existeixen en la cura de la salut, es pot contribuir al desenvolupament a través de la creació de la qualitat del capital humà i incrementar els nivells d'estalvis i inversió.

## Biaix de gènere en l'atenció sanitària
L'Organització de les Nacions Unides categoritza a Índia com un país de ingressos mitjans. Investigacions realitzades pel Fòrum econòmic mundial indiquen que l'Índia és un dels països amb nivells més alts de desigualtat de gènere. En l'informe sobre el desenvolupament humà del Programa de les Nacions Unides per al Desenvolupament del 2011, Índia va ocupar el lloc 132 de 187 en termes de la desigualtat de gènere. El valor d'aquest indicador multidimensional, l'índex de desigualtat de gènere (IDG), es determina per diversos factors, incloent la taxa de mortalitat materna, taxa de fertilitat en adolescents, èxits educatius i la taxa d'ocupació. La desigualtat de gènere a l'Índia és exemplificada per la baixa probabilitat de les dones d'aprendre a llegir, continuar la seva educació i aconseguir treball.
El gènere és un dels molts determinants socials de la salut (que inclou factors socials, econòmics i polítics), que té un paper important en la salut de les dones de India i en l'accés a l'assistència sanitària a l'Índia Per tant, l'alt nivell de desigualtat de gènere en Índia afecta negativament la salut de les dones. Els estudis han indicat que els nens tenen més probabilitats de rebre tractament de les instal·lacions sanitàries en comparació amb les noies, quan estan controlades pel nivell socioeconòmic. El paper que té el gènere en l'accés a l'atenció sanitària es pot determinar examinant l'assignació de recursos dins de la llar i l'esfera pública.
La discriminació de gènere comença abans del naixement; les dones són el sexe més freqüentment avortat a l'Índia. Si un fetus no s'avorta, l'embaràs de la mare pot ser una experiència estressant a causa de la preferència de la seva família per un fill. Un cop nascudes, les filles són propenses a ser alimentades menys que els fills, especialment quan ja hi ha diverses noies a la llar. A mesura que les dones maduren fins a l'edat adulta, moltes de les barreres que les impedeixen assolir nivells equitatius de salut es deriven de la baixa situació de dones i nenes en la societat índia, especialment en les zones rurals i afectades per la pobresa.
El baix estatus de la dona a l'Índia i la conseqüent discriminació contra ella poden ser atribuïts a moltes normes socials. Les forces socials (el patriarcat, la jerarquia i les famílies multigeneracionals) contribueixen als rols de gènere a l'Índia. Els homes usen privilegis majors i drets superiors per crear una societat desigual que deixa a les dones sense poder. Aquesta estructura està exemplificada per la baixa participació femenina en el parlament nacional de l'Índia i al món laboral. Les dones també són vistes com menys valuoses, a causa de les obligacions del matrimoni. Encara que il·legalment, les normes culturals de l'Índia sovint requereixen el pagament d'un dot a la família del marit. La gran càrrega financera futura de les filles crea una estructura de poder que afavoreix als fills en la formació de llars. A més, les dones són sovint percebudes com a incapaces de tenir cura dels pares en la vellesa, el que crea una major preferència pels fills sobre les filles. En conjunt, les dones són sovint menys valuoses que els homes. Amb una menor implicació en l'esfera pública (com ho demostren les taxes de participació laboral i política), i l'estigma de ser menys valuoses dins d'una família, les dones s'enfronten a una forma única de discriminació de gènere.
Les desigualtats de gènere, al seu torn, estan directament relacionades amb els pobres resultats de la salut de les dones. Nombrosos estudis han trobat que les taxes d'ingrés en els hospitals varien dramàticament amb el gènere, amb els homes visitant els hospitals amb major freqüència que les dones. L'accés diferenciat a l'assistència sanitària és degut al fet que normalment les dones tenen dret a una menor proporció dels recursos de la llar i, per tant, utilitzen els recursos sanitaris en menor mesura que els homes. Amartya Sen ha atribuït l'accés a menys recursos de la llar al seu feble poder de negociació dins de la mateixa llar. A més, també ha trobat que les dones índies freqüentment no informen amb exactitud les seves malalties. La inexactitud de l'informe sobre la malaltia pot contribuir a aquestes normes culturals i expectatives de gènere dins la llar. El gènere també influeix dramàticament l'ús de l'atenció prenatal i la utilització d'immunitzacions. Un estudi realitzat per Choi el 2006 va trobar que els nens tenen més probabilitats de rebre immunitzacions que noies a les zones rurals. Aquesta troballa ha portat als investigadors a creure que el sexe d'un nen condueix a diferents nivells d'atenció sanitària que s'administren a les zones rurals.
També hi ha un component de gènere associat a la mobilitat. Les dones índies tenen més probabilitats de tenir dificultats per viatjar en espais públics que els homes, cosa que resulta en una major dificultat per accedir als serveis.

### Enfocament de conflictes cooperatius als biaixos de gènere
L'enfocament de conflictes cooperatius d'Amartya Sen als biaixos de gènere enmarca el desavantatge de gènere de les dones a través de tres respostes diferents: la resposta al malestar, la resposta d'interès percebut, i las respostas de contribució percebuda.
La resposta al malestar, derivada de l'equilibri de Nash, descriu nivell de malestar entre els individus durant les decisions de cooperació. Quan el nivell de malestar d'un individu és inferior que la de l'altra persona, la solució a qualsevol conflicte resultarà al final, en condicions menys favorables per al primer individu. Pel que fa a la salut de les dones a l'Índia, el desavantatge general de gènere a què s'enfronten les dones (representat pels factors socials i culturals que afavoreixen els homes sobre les dones), afecta negativament la seva capacitat de prendre decisions pel que fa a la recerca de l'assistència sanitària.
La resposta d'interès percebut descriu el resultat d'una decisió negociada quan un individu atribueix menys valor al seu benestar. Qualsevol solució de negociació que es derivi entre l'esmentat individu i una altra persona, sempre donarà lloc a un resultat menys favorable per a la persona que atribueix menys valor al seu benestar. L'estat de salut de les dones a l'Índia es relaciona amb la resposta d'interès percebut per les pràctiques socials i culturals que creen un ambient on l'autoestima de la dona és marginada en comparació amb els homes. Per tant, els resultats relacionats a les decisions d'atenció sanitària dins de les llars afavoriran als homes, a causa d'una major autoestima.
La resposta de contribució percebuda descriu la posició més favorable d'un individu quan la contribució d'aquest es percep com una contribució més gran a un grup que altres individus de la mateixa. La percepció més favorable dona a l'individu un millor resultat en una solució de negociació. Pel que fa a la salut de les dones a l'Índia, la contribució percebuda dels homes a la productivitat de les llars és superior a la de les dones, la qual cosa afecta en última instància el poder de negociació que tenen les dones pel que fa a l'accés a l'assistència sanitària.

## Problemes amb el sistema sanitari de l'Índia
A principis del segle xxi, el sistema sanitari de l'Índia està tibant pel que fa al nombre de professionals de la salut, incloent metges i infermeres. El sistema sanitari també està molt concentrat a les zones urbanes. Això dona com a resultat que moltes persones a les zones rurals busquin atenció a proveïdors no qualificats amb resultats diferents. També s'ha trobat que moltes persones que afirmen ser metges, però realment no tenen una formació formal. Gairebé el 25% dels metges classificats com a proveïdors al·lopàtics no tenien formació mèdica; aquest fenomen varia geogràficament.
Les dones es veuen afectades negativament pel biaix geogràfic en la implementació del sistema sanitari actual a l'Índia. De tots els treballadors sanitaris del país, gairebé dos terços són homes. Això afecta especialment a les zones rurals on s'ha comprovat que, de tots els metges, només el 6% són dones. Això es tradueix en aproximadament 0,5 metges al·lopàtics femenins per cada 10.000 individus en zones rurals.
Una disparitat en l'accés a l'atenció materna entre les poblacions rurals i urbanes és una de les ramificacions d'un sistema mèdic urbà altament concentrat. Segons l'Enquesta nacional de salut familiar del Govern de l'Índia (NFHS II, 1998-1999), la mortalitat materna a les zones rurals representa aproximadament el 132% la mortalitat materna a les zones urbanes.
El govern de l'Índia ha pres mesures per alleugerir algunes de les desigualtats de gènere actuals. El 1992, el govern de l'Índia va establir la Comissió Nacional per a la Dona. La Comissió estava destinada a abordar moltes de les desigualtats en què s'enfronten les dones, especialment la violació, la família i la tutela. No obstant això, el lent ritme de canvi en el sistema judicial i les normes culturals esmentades han impedit la plena adopció de polítiques destinades a promoure la igualtat entre homes i dones.
El 2005, l'Índia va aprovar la Missió Nacional de Salut Rural (National Rural Health Mission, NRHM). Alguns dels seus objectius principals van ser la reducció de la mortalitat infantil i la relació de mortalitat materna. Addicionalment, el NHRM volia crear accés universal als serveis de salut pública i també equilibrar el biaix de gènere. Tanmateix, un estudi de recerca de 2011 dut a terme per Nair i Panda va trobar que, tot i que l'Índia va poder millorar algunes mesures de salut materna des de la promulgació de la NHRM el 2005, el país encara estava molt per darrere de la majoria de les economies emergents.

## Resultats

### Problemes de salut de les dones tribals
L'elevada incidència de càncer de mama entre les dones adivasi d'Adilabad (Telangana) ha creat l'aprehensió d'impactes més greus per a la salut d'aquesta remota població. «Excloent el càncer de mama o de qualsevol altre tipus de carcinoma, fins i tot es van descobrir infeccions mamàries de rutina entre les indígenes pertanyents als gonds, pardhan, kolam i thotti», assenyala el Dr. Thodsam Chandu, Oficial d'immunització del Districte de Gond.

### Malnutrició i morbiditat
La nutrició té un paper important i la salut general de l'individu; l'estat de salut psicològica i física sovint es veu afectat dramàticament per la presència de malnutrició. L'Índia actualment té una de les taxes més altes de dones desnutrides entre els països en desenvolupament. Un estudi del 2000 va trobar que gairebé el 70% de les dones no embarassades i el 75% de les dones embarassades eren anèmiques pel que fa a deficiència de ferro. Un dels principals factors de desnutrició és la selecció específica de gènere de la distribució dels recursos alimentaris.

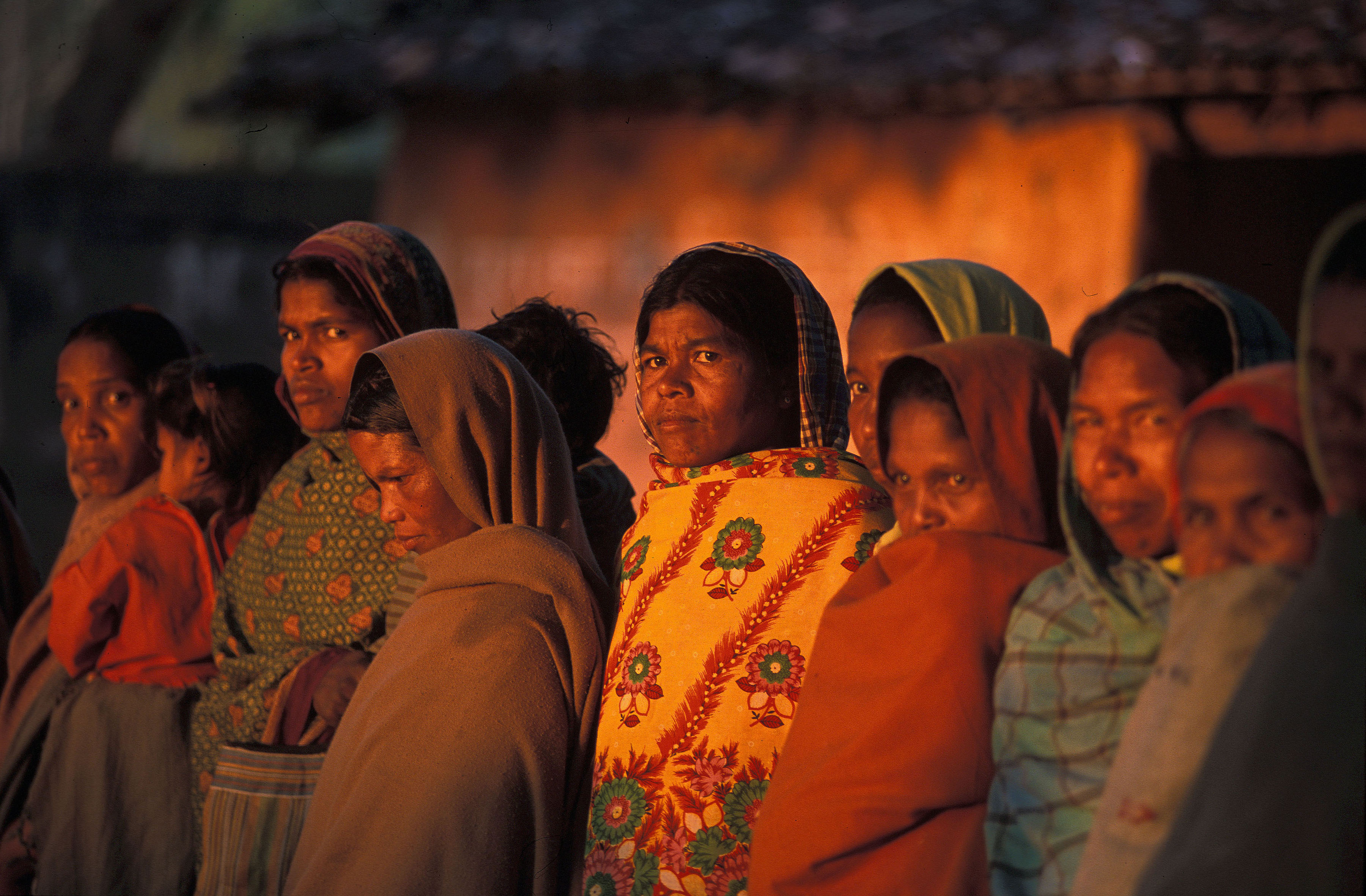
La pobresa i la desnutrició són problemes habituals a què s'enfronten les dones índies

Un estudi de 2012 de Tarozzi ha trobat que la ingesta nutricional dels joves adolescents és aproximadament igual. No obstant això, la taxa de desnutrició augmenta per a les dones quan entren a la vida adulta. A més, Jose et al. va trobar que la desnutrició augmentava més entre les dones casades que les dones no casades.
La desnutrició materna s'ha associat amb un major risc de mortalitat materna i també amb defectes dels nadons. Abordar el problema de la desnutrició conduiria a beneficis beneficiosos per a dones i nens.

### Càncer de mama
L'Índia s'enfronta a una creixent epidèmia de càncer, amb un gran augment en el nombre de dones amb càncer de mama. L'any 2020, gairebé el 70% dels casos de càncer mundial provindran dels països en desenvolupament, amb un cinquè dels casos procedents de l'Índia.
Gran part de l'augment sobtat dels casos de càncer de mama s'atribueix a l'augment de l'occidentalització del país. Això inclou, però no es limita, a la dieta occidentalizada, a la concentració de les dones en gran centres urbans i el tenir fills més tard. A més, els problemes amb la infraestructura sanitària de l'Índia impedeixen la detecció i l'accés adequats a les dones, que a la llarga provoquen menors resultats de salut en comparació amb els països més desenvolupats. A partir de l'any 2012, l'Índia té una escassetat d'oncòlegs i centres especialitzats en càncer, forçant més el sistema sanitàri.

### Salut reproductiva

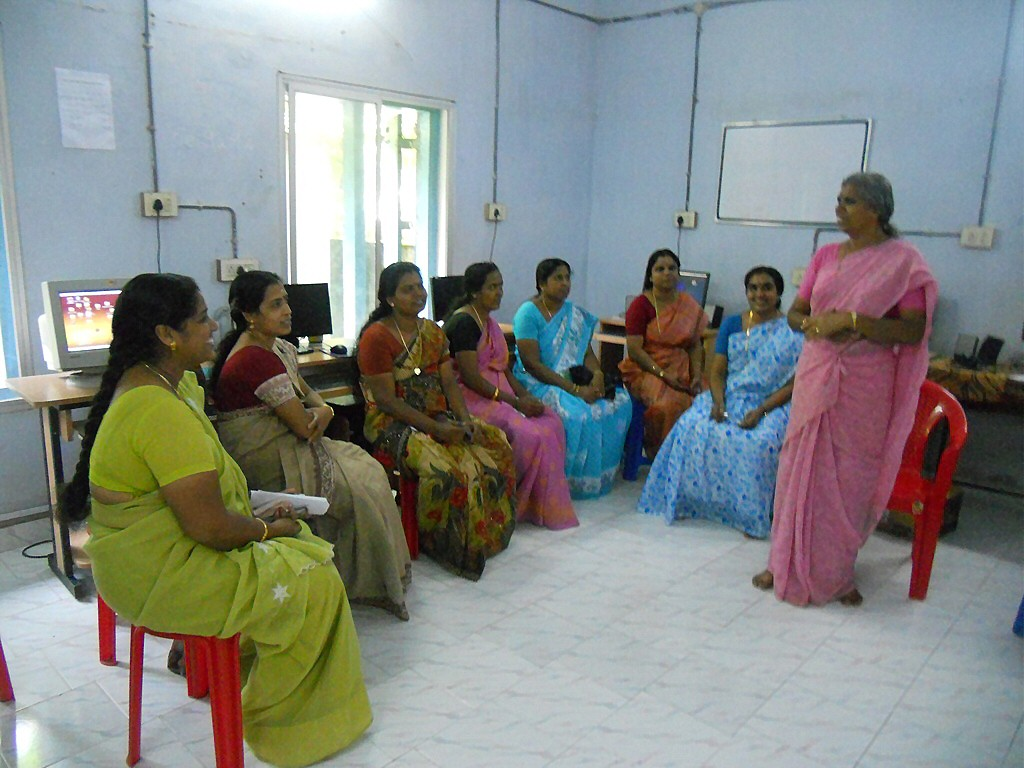
Salut reproductiva: classe de consciència parental per a dones a Kerala.

La manca de salut materna contribueix a les futures disparitats econòmiques per a les mares i els seus fills. La pobra salut materna sovint afecta la salut de l'infant de maneres adverses i també disminueix la capacitat d'una dona de participar en activitats econòmiques. Per tant, s'han creat programes nacionals de salut com la Missió Nacional de Salut Rural (National Rural Health Mission, NRHM) i el Programa de Benestar Familiar per fer front a les necessitats de salut materna de les dones a tota l'Índia.
Tot i que l'Índia ha estat testimoni d'un creixement espectacular durant les dues últimes dècades, la mortalitat materna continua sent persistent en comparació amb moltes nacions en desenvolupament. Com a nació, l'Índia va contribuir amb gairebé el 20% de totes les morts maternes a tot el món entre 1992 i 2006. Els principals motius pels alts nivells de mortalitat materna estan directament relacionats amb les condicions socioeconòmiques i les limitacions culturals que limiten l'accés a la cura.
Tanmateix, la mortalitat materna no és idèntica a tota l'Índia o fins i tot en un estat particular; les àrees urbanes sovint presenten una mortalitat materna més baixa a causa de la disponibilitat de recursos mèdics adequats. Per exemple, els estats amb major alfabetització i taxes de creixement solen tenir una major salut materna i també una menor mortalitat infantil.

#### VIH/SIDA
A partir de juliol de 2005, les dones representen aproximadament el 40% dels casos de VIH/SIDA a l'Índia. El nombre d'infeccions augmenta a moltes localitats de l'Índia; l'ascens es pot atribuir a les normes culturals, la manca d'educació i la manca d'accés als anticonceptius com el condó. El fet que sistema sanitari públic del govern no proporciona mesures adequades, com ara les proves de VIH gratuïtes, només agreuja el problema.
Els aspectes culturals també augmenten la prevalença de la infecció pel VIH. La insistència d'una dona perquè un home utilitzi un condó podria implicar promiscuïtat de la seva part i, per tant, pot obstaculitzar l'ús de barreres de protecció durant el sexe. A més, un dels mètodes primaris d'anticoncepció entre dones ha estat històricament l'esterilització, que no protegeix contra la transmissió del VIH.
La taxa de mortalitat actual del VIH/SIDA és més gran per a les dones que per als homes. Igual que amb altres formes de salut de la dona a l'Índia, la raó de la disparitat és multidimensional. A causa de taxes més altes d'analfabetisme i dependència econòmica dels homes, les dones són menys propenses a ser traslladades a un hospital o rebre atenció mèdica per a necessitats de salut en comparació amb els homes. Això crea un major risc per a les dones que pateixen complicacions associades amb el VIH. També hi ha proves que suggereixen que la presència d'infecció pel VIH/SIDA en una dona pot tenir com a conseqüència una menor o nul·la perspectiva de matrimoni, la qual cosa crea un estigma major per a les dones que pateixen el VIH/SIDA.

#### Drets reproductius
L'Índia va legalitzar l'avortament a través de la legislació a principis dels anys 70. Tanmateix, l'accés roman restringit a les ciutats. Menys del 20% dels centres sanitaris poden proporcionar els serveis necessaris per a un avortament. L'actual falta d'accés s'atribueix a l'escassetat de metges i la manca d'equipament per dur a terme el procediment.
El fetus més comú que s'avorta a l'Índia és femení. Nombrosos factors contribueixen a l'avortament de fetus femenins. Per exemple, les dones que són altament qualificades i que tenen una filla com a primer naixement, són les més propenses a avortar. L'acte d'un avortament selectiu per sexe ha contribuït a una relació de nombre d'homes i dones distorsionada. A partir del cens de 2011, la relació entre sexes entre els nens de 0 a 6 anys va continuar amb una tendència llarga cap a més homes.
La preferència pels fills sobre les filles a l'Índia es basa en raons socials, econòmiques i religioses. Es creu sovint que les dones tenen un valor més baix en la societat a causa del seu estat de «no-proveïdores de recursos». El suport financer, la seguretat en la vellesa, l'herència immobiliària, la dot i les creences que envolten els deures religiosos contribueixen a la preferència dels fills sobre les filles. Una de les raons principals de la preferència dels fills és la càrrega potencial d'haver de trobar nuvis per a les filles. Les famílies amb filles a l'Índia sovint han de pagar una dot i totes les despeses relacionades amb el matrimoni per casar una filla, la qual cosa augmenta el cost associat amb tenir una filla.

### Salut cardiovascular
La malaltia cardiovascular és un dels principals contribuents a la mortalitat femenina a l'Índia. Els indis representen el 60% del total mundial de malalties cardíaques, tot i que representen menys del 20% de la població mundial. Les dones índies tenen una elevada mortalitat específica per malaltia cardíaca i les ONG, com l'Associació del Cor de l'Índia (Indian Heart Association, IHA), han estat conscienciant sobre aquest tema. Les dones tenen taxes de mortalitat més elevades relacionades amb les malalties cardiovasculars que els homes a l'Índia a causa de l'accés diferencial a l'atenció sanitària entre els sexes. Un dels motius de la diferència de tipus d'accés prové de les normes socials i culturals que impedeixen que les dones accedeixin a una atenció adequada. Per exemple, es va trobar que, entre els pacients amb cardiopatia congènita, les dones tenien menys probabilitats de ser operades que els homes perquè les famílies consideraven que les cicatrius de la cirurgia farien que les dones no es poguessin casar.
A més, es va trobar que les famílies no van poder buscar tractament mèdic per a les seves filles a causa de l'estigma associat amb històries mèdiques negatives. Un estudi realitzat per Pednekar et al. el 2011 es va trobar que de 100 nois i noies amb cardiopaties congènites, 70 nois tenien una operació, mentre que només 22 noies rebien un tractament similar.
El principal motiu d'aquesta diferència es deu als estàndards culturals, que donen a les dones poca llibertat en la selecció de la seva parella. Els membres de major edat de la família són els que han de trobar marits adequats per a les dones joves de la llar. Si se sap que les dones tenen historials mèdics anteriors adversos, la seva capacitat de trobar un company es redueix significativament. Aquesta diferència condueix a resultats divergents en salut per a homes i dones.

### Salut mental
La salut mental consisteix en un ampli ventall de mesures del benestar mental que inclouen la depressió, l'estrès i les mesures d'autoestima. Nombrosos factors influeixen en la prevalença de trastorns de la salut mental entre les dones de l'Índia, que inclouen l'edat avançada, els baixos nivells educatius, tenir molts fills a la llar, la manca d'ocupació remunerada i el consum excessiu d'alcohol. També hi ha proves que suggereixen que els desavantatges associats amb el sexe augmenten el risc de trastorns de la salut mental. Les dones que consideren acceptable que els homes utilitzin la violència contra les dones poden veure's com menys valuoses que els homes. Al seu torn, això pot portar a les dones a buscar menys vies d'assistència sanitària que inhibeixin la seva capacitat de fer front a diversos trastorns mentals.
Un dels trastorns més freqüents que afecta de forma desproporcionada a les dones en els països de baixos ingressos és la depressió. Les dones índies pateixen depressió a taxes més altes que els homes índies. Les dones índies que s'enfronten a majors nivells de pobresa i desavantatge de gènere mostren una taxa de depressió més alta. Les dificultats associades a les relacions interpersonals, més sovint a les relacions matrimonials, i les disparitats econòmiques han estat citats com a principals conductors socials de la depressió.
Es va trobar que les dones índies típicament descriuen els símptomes somàtics en lloc dels estressants emocionals i psicològics que desencadenen els símptomes de la depressió. Això sovint fa que sigui difícil avaluar amb precisió la depressió entre les dones a l'Índia a la llum de l'amonestació de la depressió. El gènere té un paper important en la depressió postnatal entre les dones índies. Les mares són sovint culpades pel naixement d'una femella. A més, les dones que ja tenen un nen femení sovint tenen pressions addicionals per tenir fills que s'afegeixen al seu nivell d'estrès general.
Les dones de l'Índia tenen un índex més baix d'esquizofrènia que els homes. No obstant això, les dones i els homes difereixen en els estigmes associats que han d'enfrontar. Els homes tendeixen a patir pel funcionament laboral, mentre que les dones pateixen en el seu funcionament matrimonial. El temps d'aparició també té un paper en l'estigmatització de l'esquizofrènia. Les dones tendeixen a ser diagnosticades amb esquizofrènia en edats avançades, sovint després del naixement dels seus fills. Sovint, s'aparten els fills de la mare malalta, la qual cosa pot causar més malestar.

#### Suïcidi
Les dones índies tenen taxes de suïcidi més altes que les dones en la majoria dels països desenvolupats. Les dones a l'Índia també tenen una taxa més alta de suïcidi en comparació amb els homes. Els motius més freqüents citats per al suïcidi de les dones estan directament relacionats amb la depressió, l'ansietat, el desavantatge de gènere i l'angoixa relacionada amb la violència domèstica.
Moltes de les altes taxes de suïcidi trobades a l'Índia i bona part del sud d'Àsia s'han relacionat amb desavantatge de gènere. El desavantatge de gènere sovint s'expressa a través de la violència domèstica cap a les dones. La taxa de suïcidi és particularment alta entre les prostitutes de l'Índia, que s'enfronten a nombroses formes de discriminació pel seu gènere i línia de treball.

### La violència domèstica

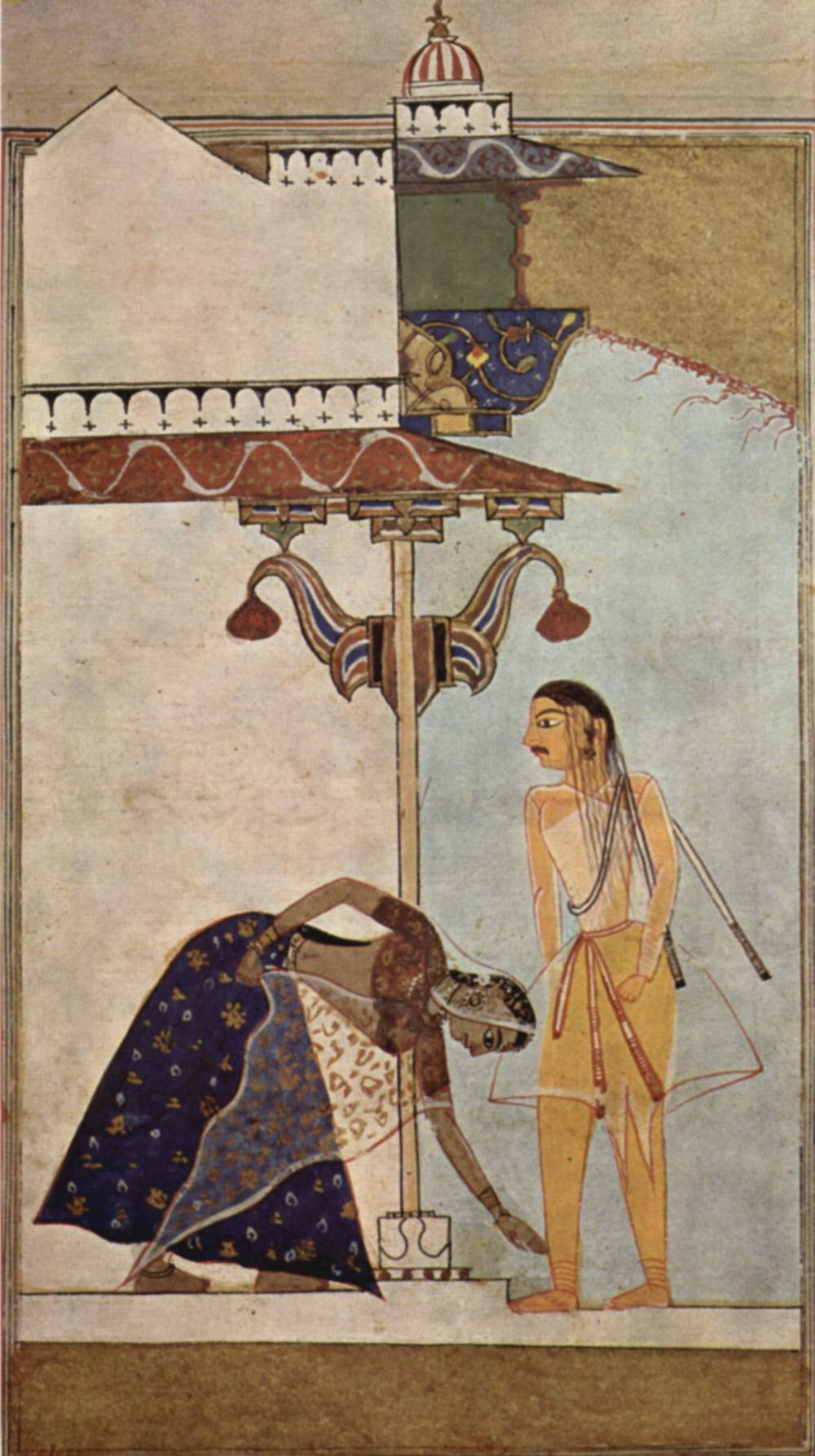
Una dona índia tocant els peus d'un home, una tradició per mostrar respecte que està incrustat en la cultura. Pintat per un artista indi oriental, cap a 1530

La violència domèstica és un problema important a l'Índia. La violència domèstica (actes de violència física, psicològica i sexual contra les dones) es troba a tot el món i actualment és considerada com una epidèmia oculta per l'Organització Mundial de la Salut. Els efectes de la violència domèstica van més enllà de la víctima; els efectes generacionals i econòmics influeixen en societats senceres. Les economies dels països on la violència domèstica és prevalent tendeixen a tenir una menor taxa de participació laboral femenina, a més de majors despeses mèdiques i majors taxes de discapacitat.

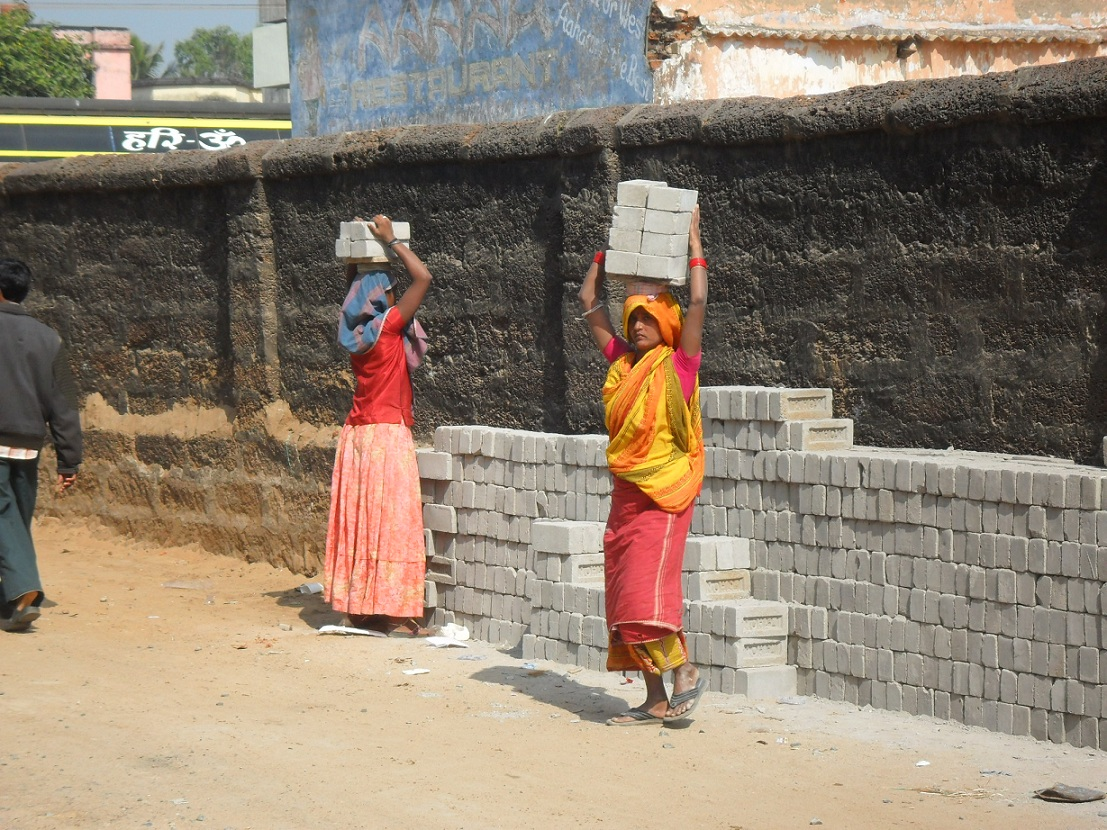
Les dones que treballen a l'Índia sovint tenen un major risc de ser víctimes de la violència domèstica

La prevalença de la violència domèstica a l'Índia està associada a les normes culturals del patriarcat, la jerarquia i les famílies multigeneracionals. La dominació patriarcal es produeix quan els homes utilitzen drets, privilegis i poder superior per crear un ordre social que dona a les dones i als homes papers de gènere diferencials. L'estructura de poder resultant deixa a les dones com a objectius impotents de la violència domèstica. Els homes utilitzen la violència domèstica com a forma de controlar el comportament.
En resposta a l'Enquesta Nacional de Salut Familiar de l'Índia 2005-2006 (India National Family Health Survey III), el 31% de totes les dones van informar que van ser víctimes de violència física en els 12 mesos anteriors a l'enquesta. Tanmateix, el nombre real de víctimes pot ser molt superior. Les dones que són víctimes de violència domèstica poden no informar-se o no informar sobre els casos. Això pot ser degut a un sentiment de vergonya o vergonya derivada de les normes culturals associades a les dones que són subordinades als seus marits. A més, es produeix una manca de denúncies per part de les dones per tal de protegir l'honor familiar.
Un estudi de 2012 realitzat per Kimuna, usant dades de l'Enquesta Nacional de Salud Familiar de l'Índia 2005-2006, va trobar que les taxes de violència domèstica varien en nombroses mesures sociològiques, geogràfiques i econòmiques. L'estudi va trobar que les dones més pobres es trobaven pitjor que les dones amb ingressos mitjans i alts. Els investigadors creuen que la raó d'aquestes majors taxes de violència domèstica prové de majors pressions familiars derivades de la pobresa. A més, l'estudi va trobar que les dones que eren part de la força laboral s'enfrontaven a una major violència domèstica. Segons els investigadors, les dones treballadores poden alterar el sistema de poder patriarcal a les famílies de l'Índia. Els homes poden sentir-se amenaçats pel potencial d'ingrés i la independència de les dones i reaccionar violentament per canviar l'estructura del poder de gènere al seu favor.
Un dels factors més importants associats amb la violència domèstica contra les dones va ser la prevalença d'alcohol per part dels homes a les llars. Un estudi de 2005 realitzat per Pradeep Panda i Bina Agarwal va trobar que la incidència de la violència domèstica contra les dones va disminuir dràsticament amb la propietat femenina de la propietat immobiliària, que inclou la terra i l'habitatge.